# عمرو بن حممة الدوسي
عمرو بن حُمَمَة الدوسي الزهراني هو عمرو بن حُمَمَة بن الحارث بن رافع بن سعد بن ثعلبة بن لؤي بن عامر بن غنم  بن دهمان بن منهب بن دوس بن عدثان بن عبدالله بن زهران
أبناؤه الصحابة:
- جندب بن عمرو بن حممة الدوسي
- حبيب بن عمرو بن حممةالدوسي
- خباب بن عمرو بن حممة الدوسي

عُرف عمرو بن حممة الدوسي، في الجاهلية بحكيم العرب، إذْ كان أحد مَن تُضرب إليه أكباد الإبل من نواحي الجزيرة العربية لطلب حكومته، والاستئناس برأيه، والأخذ بمشورته، كما أنه كبير دوس وآلت أليه رئاسة دوس الازدية بعد موت أبيه حممة بن الحارث الدوسي اشتهر بالمجد والحكمة، وقد كان أبوه كذلك، وحكمه وأقواله المأثورة عند أحد مقاولي حمير باليمن أشهر من أن تُذكر، وتوارثت هذه الأسرة العريقة السيادة والجاه في دوس بني منهب، حتى كان آخر من ساد منها في الإسلام جندب بن عمرو بن حممة الدوسي. وكان عمرو بن حممة الدوسي، أحد المعمرين الذين عاشوا زمنا طويلا، قيل أنه عاش ثلاثمائة سنة وتسعين سنة حتى قيل أن حاجبيه تهدلا على عينيه من الكبر.
ويؤخذ من الشواهد التاريخية أن عمرو بن حممة، مات قبل الإسلام بزمن يسير، ولما دخل في المائة الرابعة من عمره قال:
وكان عمرو بن حممة الدوسي، أحد من تحاكمت العرب إليه في العصر الجاهلي، فلما شاخ ألزموه السابع أو التاسع من ولده يقرع له العصا إذا هو غفل ليعاوده عقله فلا يزيغ في الحكم، فهو أول من قرعت له العصا، ويقال: أنه هو ذو الحلم الذي ضرب به العرب المثل، وأنه هو المعني بقول الحارث بن وعلة الذهلي.
ويؤيد ذلك قول الشعبي: كنا عند ابن عباس ما، وهو في ضفة زمزم يفتي الناس، إذ قال أعرابي: أفتيت الناس فافتنا، قال: هات، قال: أرأيت قول الشاعر المتلمس:
قال ابن عباس: ما ذاك عمرو بن حممة الدوسي، قضى بين العرب ثلاثمائة سنة، فكبر فألزموه السابع من ولده، فكان معه، فكان الشيخ إذا غفل كانت الأمارة بينه وبينه أن يقرع العصا حتى يعاوده عقله، فذلك قول المتلمس 
وكان يقوم عمرو بن حممة على عادة العرب الجاهليين، على صنم له من خشب في  وادي ثروق التاريخي ديار قومه دوس، تعبده دوس و خزاعة، يسمى ذا الكفين  ولم يزل هذا الصنم يُعبد من دون الله حتى ندب له الرسول ﷺ الطفيل بن عمرو الدوسي، وذلك بعد فتح مكة في السنة الثامنة من الهجرة، فأحرقه. وزعم ابن دريد، أن عمرو بن حممة الدوسي، وفد على النبي ﷺ ، وتبعه ابن حزم في ذلك إذ يقول عنه: من المهاجرين الأولين إلى رسول الله ﷺ.
ومما يذكر أنه كان من أحسن الناس وجها، فإذا ما نزل إلى مكة تقنع لئلا يصاب بالعين أو تفتن به النساء ، وذكر ابن هشام الكلبي عن أبيه أن أبا عمرو، حممة بن الحارث الدوسي كان أسخى العرب، وهو مطعم الحاج بمكة.
أتى مكة حاجاً وكان من أجمل العرب، وكانت له جمة يقال لها الرطبة ويقال: الزينة، كان يغسلها بالماء ثم يعقصها وقد احتقن فيها الماء، فإذا مضى له يوم رجلها ثم يعصرها، فكان إذا جلس مع أصحابه نشرها وإذا قام عقصها فنظرت إليه امرأة من بني كنانة يُقال لها: الحمامة الكنانية وهي خناس، وكانت عند رجل من بني كنانة يقال له ابن الحمارس، فوقع بقلبها فقالت له: من أنت؟ وأين منْزلك؟ فوالله ما أدري أوجهك أحسن أم شعرك أم فرسك، قال: نجد، فقالت له المرأة: ما أنت بالنجدي الثلب، ولا التهامي الترب، فاصدقني. فقال: أنا امرؤ من الأزد من دوس، منْزلي بثروق، قالت: فأنت أحب الناس إلي، وقد وقعت في نفسي فاحملني معك، فأردفها خلفه ومضى إلى بلده، فلما أوردها أرضه قال: قد علمت هربك كيف كان، والله لا تهربين بعدي إلى رجل أبداً، فقطع عرقوبيها، فولدت له عمراً وكان سيداً، وخرج زوجها في طلبها فلم يقدر عليها فرجع وهو يقول:
وقيل إن هذا الشعر أُنشد أمام عمر بن الخطاب، فقال رضي اللّهُ عنه: قد والله شب الغلام وهناها.
ولما حضر عمرو بن حممة الدوسي، الموت اجتمع إليه قومه، فأوصاهم بوصية حسنة فيها حكم.

## وصيته لقومة  دوس
يا معشر دوس؛ لقد كلَّفتوني ثِقلاً، إن القلب يخلق كما يخلق البدن، ومَن لكم بأخيكم إنْ كنتم سوَّدتموني، فإني ألنتُ لكم جانبي، وخفَّفْت عليكم مئونتي، وتحمَّلت مئونتكم، وعلَّمتكم مكارم الأخلاق، افهموا عني ما أقول لكم: إنه مَن جمع بين الحق والباطل لم يجتمعا له، وكان الباطل أغلب عليه، يا معشر دوس؛ لا تشمتوا بالزلَّة ولا تفرحوا بالنعمة، فإنَّ الفقير يعيش بفقره كما يعيش الغني بغناه، وأعِدُّوا لكلِّ أمرٍ قدره، وقبل الرّماء تْملأُ الكنائن ولليد العليا العافية، وللصبر الغلَبَة، ومَن طلب شيئاً وجده وإن لا يوشك أن يقع قريبا.
وبعد وفاته مر بقبره ثلاثة نفر من أهل يثرب قادمين من الشام، الهدم بن امرئ القيس بن الحارث بن زيد، أبو كلثوم بن الهدم، الذي نزل عليه النبي ﷺ، وعتيك بن قيس بن هيشة بن أمية بن معاوية، وحاطب بن قيس بن هيشة، الذي كانت بسببه حرب حاطب ، فعقروا رواحلهم على قبره، ورثاه كل واحد منهم بقصيدة بليغة.